# David Nykl
David Nykl (ur. 7 lutego 1967 w Pradze) – kanadyjski aktor czeskiego pochodzenia, znany głównie z roli dr Zelenki w serialu Stargate: Atlantis.

## Życiorys
Po sowieckiej inwazji w 1968 roku wraz z rodziną opuścił Czechosłowację i osiadł w Victorii w kanadyjskiej Kolumbii Brytyjskiej.
David zna biegle czeski, angielski i hiszpański. Postać grana przez aktora w serialu Stargate: Atlantis mówi po angielsku z czeskim akcentem, choć w rzeczywistości David mówi z kanadyjskim akcentem.